# Титов (лунный кратер)
Кратер Титов (лат. Titov) — крупный древний ударный кратер в северо-восточной части Моря Москвы на обратной стороне Луны. Название присвоено в честь советского космонавта Германа Степановича Титова (1935—2000) и утверждено Международным астрономическим союзом в 1970 г. Образование кратера относится к нектарскому периоду.

## Описание кратера
Ближайшими соседями кратера Титов являются кратер Терешкова на западе; кратер Николаев на севере и кратер Комаров на юге-юго-востоке. Селенографические координаты центра кратера 28°33′ с. ш. 150°17′ в. д. / 28,55° с. ш. 150,29° в. д., диаметр 29,6 км, глубина 2 км

Кратер Титов имеет полигональную форму, значительно разрушен за длительное время своего существования и окружен потоками базальтовой лавы.  Вал сглажен и отмечен множеством мелких кратеров. Дно чаши переформировано лавой и имеет низкое альбедо соответствующее окружающей поверхности моря. К северо-восточной части кратера Титов прилегает маленький приметный чашеообразный кратер.

## Сателлитные кратеры
| Титов | Координаты                                              | Диаметр, км |
| ----- | ------------------------------------------------------- | ----------- |
| E     | 28°33′ с. ш. 150°17′ в. д. / 28,55° с. ш. 150,29° в. д. | 29,6        |

## См.также
- Список кратеров на Луне
- Лунный кратер
- Морфологический каталог кратеров Луны
- Планетная номенклатура
- Селенография
- Минералогия Луны
- Геология Луны
- Поздняя тяжёлая бомбардировка